# Janusz Radwan-Pragłowski
Janusz Radwan-Pragłowski (ur. 19 kwietnia 1942, zm. 2 listopada 2011) – doktor, wykładowca akademicki w Instytucie Socjologii Wydziału Filozoficznego Uniwersytetu Jagiellońskiego. Specjalizował się w historii idei, historii myśli społecznej, dziejach polskiej myśli społecznej oraz polskiej socjologii. Rozprawę doktorską poświęcił socjologii Ludwika Gumplowicza. Współautor (wraz z Krzysztofem Frysztackim) publikacji o dziejach pomocy społecznej: "Społeczne dzieje pomocy człowiekowi: od filantropii greckiej do pracy socjalnej" oraz autor "Kobieta i mężczyzna. Człowiek rozdwojony". Odznaczony Złotym Krzyżem Zasługi i Medalem Komisji Edukacji Narodowej. Pochowany został na cmentarzu Rakowickim.